# Лузис, Спиридон
Спиридон Лузис, также граф Спиридон фон Лузи (греч. Σπυρίδων Λούζης, итал. Spiridione Lusi, нем. Spiridion Graf von Lusi; 1741 — 1815) — греческий учёный, переводчик, дипломат и политик Пруссии.

## Биография
Спиридон Лузис был греческого происхождения и родился в 1741 году на острове Кефалиния, которым в то время владела Венецианская республика. 
Он эмигрировал в Италию, где он прожил многие годы и получил образование в греческой школе Венеции (Школа Флангиниса) и позже поступил в Падуанский университет. После чего он был послан как венецианский министр в Лондон и в Берлин.
С 1763 по 1765 год он перевёл 4 тома Лукиана с греческого на итальянский, опубликованных в 4 томах в Лондоне и Венеции в 1764 году. Лузис добавил несколько диалогов, которые перевёл Gasparo Gozzi. Несколькими годами позже он переехал в Вену.
17 ноября 1772 года графский титул Лузи был признан в Пруссии.
В 1775 году императорский посланник в Бреслау представил его королю Фридриху II. Лузис приехал в Берлин в 1777 году, где он был представлен высокому обществу в Потсдаме. Спиридион фон Лузи написал в венецианской газете статью о тайных планах Пруссии. Обширная справочная информация побудила прусского посланника отправить статью в Потсдам. В том же году король Фридрих II пригласил Лузи в Сан-Суси под предлогом расследования измены. Когда его спросили о статье, Спиридион фон Лузи продемонстрировал, как он реконструировал секретные планы на основе официальных заявлений. Король Фридрих II был впечатлен способностями 42-летнего человека и предложил ему должность камергера.  Из-за его происхождения, получил прозвще «Камергер Улисса» (Одиссея).
Во время войны за баварское наследство (1778-1779) Лузис вступил в корпус волонтёров в звании капитана. Лузис отличился, воюя против австрийцев, особенно в боях под Комейзе и Егерндорфом, и был вскоре повышен в майоры.
В 1780 году Лузи был послан послом Пруссии в Лондон и принял официально должность в феврале 1781 года. Бюджет посольства был очень скромным — 6000 талеров. Он неоднократно безуспешно пытался добиться от короля повышения. В крайнем случае он попросил разрешения на торговлю оливковым маслом через посольство. Фон Лузи сумел покрыть расходы посольств за счет торговли, а также сам хорошо зарабатывал. В то же время он также способствовал развитию прусской внешней торговли. С улучшением отношений Пруссии с Англией, происшедшего в последние годы царствования Фридриха, Лузи удалось проявить более плодотворную деятельность в качестве посла. В 1784 году он получил звание полковника. В октябре 1788 года он был отозван из Лондона.
В 1790 году он сопровождал короля Фридриха Вильгельма II, который готовил армию против Австрии. В 1792 году король Фридрих Вильгельм III пожаловал ему звание генерал-майора, и в 1798 году — звание генерал-лейтенанта.
В 1800 году он был назначен послом в Санкт-Петербург, однако двумя годами позже оставил пост по собственному желанию. 
Впоследствии Лузис вёл спокойную частную жизнь в Потсдаме, где и умер в 1815 году.

## Награды
- Орден «Pour le Mérite» (14 мая 1789)[9] — за битву при Комейзе 24 ноября 1778
- Орден Красного орла (1800[10]/1801[11])

## Семья
В 1790 году в Потсдаме Лузи женился на Маргарете Авроре Галеотти, вдове тайного советника Септе (* 1755). Его сын:
- Фридрих Вильгельм Людвиг Август (7 января 1792, Берлин — 1847) — после завершения военной карьеры стал прусским посланником при греческом дворе.[1]

Его потомки поселились в Германии и Ирландии. Его фамилия исчезла в Ирландии в 1919 году со смертью его внучки графини Elise de Lusi, но остались его другие ирландские потомки, включая физика профессора John Joly (1857—1933), члена FRS.